# Port-de-Lanne
Port-de-Lanne – miejscowość i gmina we Francji, w regionie Nowa Akwitania, w departamencie Landy.
Według danych na rok 1990 gminę zamieszkiwało 665 osób, a gęstość zaludnienia wynosiła 52 osób/km² (wśród 2290 gmin Akwitanii Port-de-Lanne plasuje się na 600. miejscu pod względem liczby ludności, natomiast pod względem powierzchni na miejscu 891.).